# 天国からのラブソング
『天国からのラブソング』（てんごくからのラブソング）は、福岡放送開局50周年スペシャルドラマとして2020年3月15日の日曜 15時 - 17時に放送されたテレビドラマ。さらにBS日テレで同年3月20日の金曜 19時 - 21時に放送された。主演は濱田龍臣。
男子高校生が福岡放送のバラエティ番組「ナンデモ特命係 発見らくちゃく!」に依頼したことが発端となり、それまで知ることのなかった亡き祖父の過去を調べることにより祖父が残した大切なことに気づかされる過程を描く。本作は実際に「ナンデモ特命係 発見らくちゃく!」に依頼を寄せた当時高校生で現在はシンガーソングライターである光井天星の実話が基になっている。

## あらすじ
高校生である光井天星は亡き祖父が弾いていたアコースティックギターを引っ張り出して練習してみるのだが、どうにも上手くいかない。実は祖父である浩（こう）は大の音楽好きで生前よく天星をギター演奏に誘っていた。しかし、天星は悉く浩の誘いを断り続けていた。このままでは文化祭において演奏したとしても笑いものにされるだけだし、誰も集まってくれないと悟った天星は思い切って福岡放送のバラエティ番組「ナンデモ特命係 発見らくちゃく!」に文化祭を盛り上げたいという思いだけで依頼のハガキを出す。そこで番組ディレクターの藤谷と出会うことで、天星は文化祭を盛り上げることではなく、何故か亡き祖父である浩の過去を調べることになる。
亡き祖父・浩は亡くなる前にひとり残されてしまう祖母の康子が寂しくならないようにとの配慮から家の至るところに手紙を隠していた。自分の行くところにいつもついてきては笑い者にされていた祖父を時に疎ましく思っていた天星はこれまでの祖父に対する考えが間違っていたことに気づかされる。そして、何度断っても懲りずにギター演奏に誘ってくれた祖父の本当の理由とは何だったのかを知ることになる。

## キャスト
- 光井天星 - 濱田龍臣
- 光井康子（天星の祖母） - 市毛良枝[4]
- 光井伊都子（天星の母） - 西尾まり[5]
- 轟木洋志 - 矢本悠馬[6]
- 照山康男（もつ鍋店店主で康子の兄） - 田山涼成[5]
- 藤谷拓稔 - 吉岡秀隆[7]
- 光井照正（天星の父） - 万丈[1]
- 光井一星（天星の兄） - 東ヨシアキ[1]
- 手塚裕樹（天星のクラスメイト） - 坂田隆一郎[8]
- 島村武司（天星のクラスメイト） - 中島裕貴[8]
- 前田進（天星のクラスメイト） - 山田健登[8]
- 高田翔（天星のクラスメイト） - 北田祥一郎[8]
- 立花亜莉沙（クラスのマドンナ） - 原愛音[1]
- 新原圭吾（天星のクラスメイト） - 五代瑛
- 古田慎也（天星のクラスメイト） - 鹿毛喜季
- 斉藤優（本人） - 斉藤優（パラシュート部隊）[1]
- 光井浩（こう）（天星の祖父） - イッセー尾形[2]
- エキストラ協力 - 福岡県立福岡工業高等学校グリークラブ、福岡教育大学混声合唱団、九大フィルハーモニーオーケストラ　ほか

## スタッフ
- 脚本 - 金沢知樹、いとう菜のは
- 監督 - 藤谷拓稔（福岡放送）
- 音楽 - 藤澤慶昌
- 楽器指導コーディネート - 土岐和之
- ロケ協力 - 福岡フィルムコミッション、天国社、第一薬科大学、第一薬科大学付属高等学校、西日本鉄道自動車事業本部　ほか
- 衣装協力 - 明石スクールユニフォームカンパニー
- 監督補 - 本多繁勝
- エグゼクティブプロデューサー - 鎌倉由和（福岡放送）
- プロデューサー - 松尾嘉典（福岡放送）、渡邉浩仁（AX-ON）、星野恵（AX-ON）
- 制作協力 - R.I.S Enterprise
- 制作プロダクション - AX-ON
- 製作著作 - 福岡放送